# Snap (Sydslesvig)
 For alternative betydninger, se Snap. (Se også artikler, som begynder med Snap)
Snap (dansk) eller Schnaap (tysk) er en lille bebyggelse i det nordlige Tyskland, beliggende ved Vindeby Nor i Sydslesvig. Administrativt hører bebyggelsen til Egernførde kommune. Historisk er Snap en del af Borreby. Stednavnet er afledt af norrønt snapi eller snabe og henviser til et fremspringende agerareal eller en forhøjning i terrænet, der skyder sig frem gennem omgivende enge som en kile. Der findes flere nordiske navne med tilsvarende navneled  
Bebyggelsen består af Snap Gods og flere tilknyttede bolighuse. Den tidligere Snap Mølle eksisterer ikke længere. Møllen var allerede nævnt i 1339. Nord for bebygglesen ligger den Lille og Store Snap Sø. Snap ligger tæt på Dannevirkes Østervold. Det formodes at der er flere mindre voldanlæg ved Snap og Christianshøj. Snap og Snap Sø blev flere gang nævnt i den danske generalstabs beretninger om Treårskrigen i 1848-1850 (Den dansk-tydske Krig i Aarene 1848-50).